# Курія Юлія
Курія Юлія (лат. Curia Iulia) — місце зборів римського Сенату на Римському форумі.

## Історія
Перша курія побудована на місці, де сьогодні розташовується церква Санті Лука е Мартіна (італ. Santi Luca e Martina) у 52 до н. е. згоріла. За наказом Цезаря споруджена нова курія (закінчення будівництва при Августі, 29 до н. е.), яка теж згоріла в 283 і відновлена Каріном за планом будівлі реконструйованої Доміціаном у 94 році. 
З VII століття там розташовувалася церква Сант Адріано, тому будинок добре зберігся. Сьогодні будівля курії — сучасна реконструкція (1932–1937) будови III століття. У залі всередині курії (висота: 21 м, довжина: 26 м, ширина: 18 м) знаходилося близько 300 місць для сенаторів. Від колишнього внутрішнього оздоблення курії нічого не збереглося, тільки фрагменти кольоровий мармурової плитки для підлоги. Зараз в будівлі зберігаються два мармурових рельєфи (так звані лат. Plutei Traiani), які прикрашали Ростру (трибуну для ораторів). Один з них зображує імператора Траяна, що нищив документи про податки, з метою звільнити громадян від боргів; на другому установа матеріальної підтримки дітей в нужденних римських сім'ях (лат. Alimenta). Бронзові двері курії — копії, а оригінали були перенесені у XVII столітті в Латеранську базиліку і прикрашаоть її досі.

## Галерея

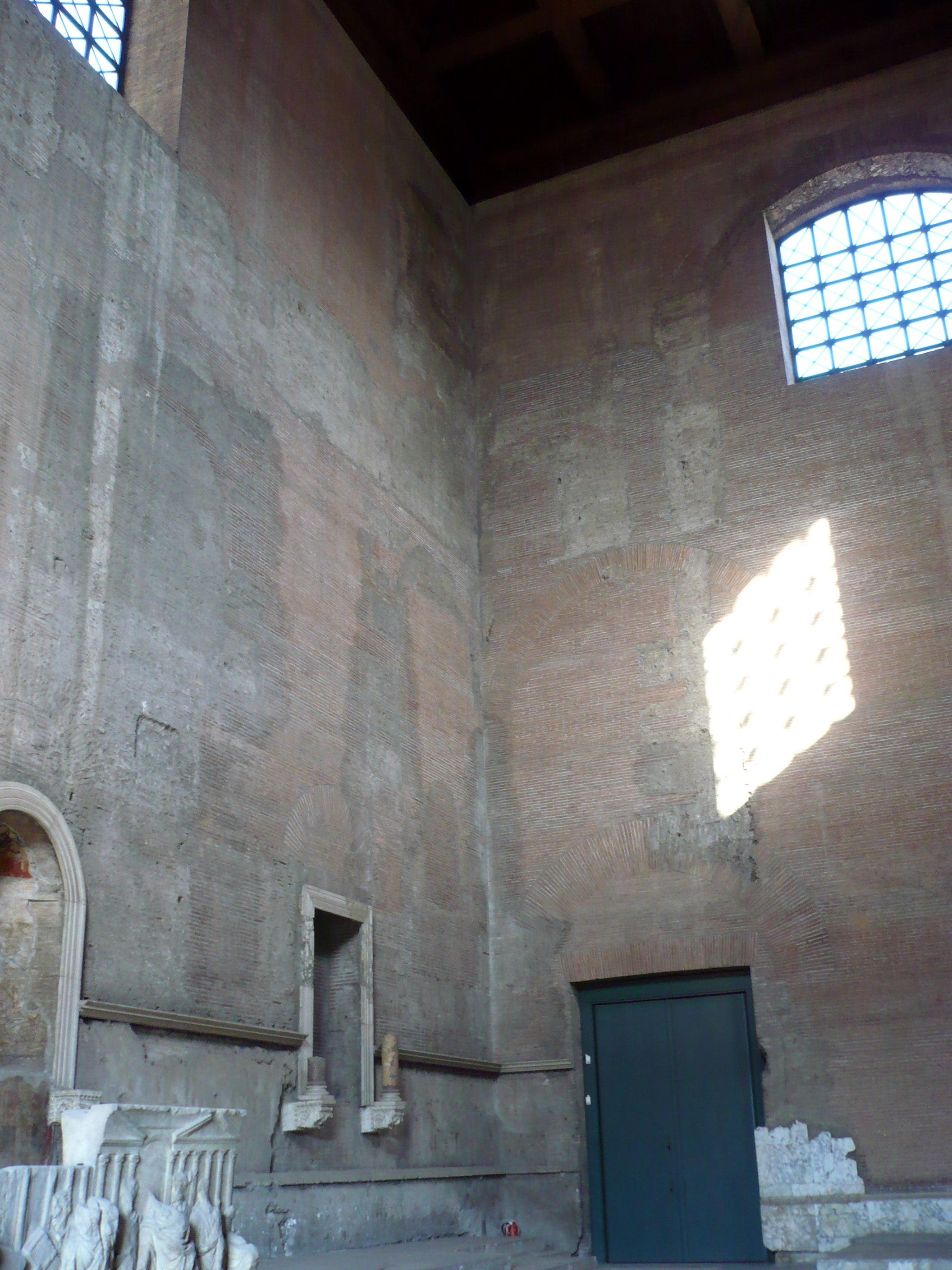
Курія
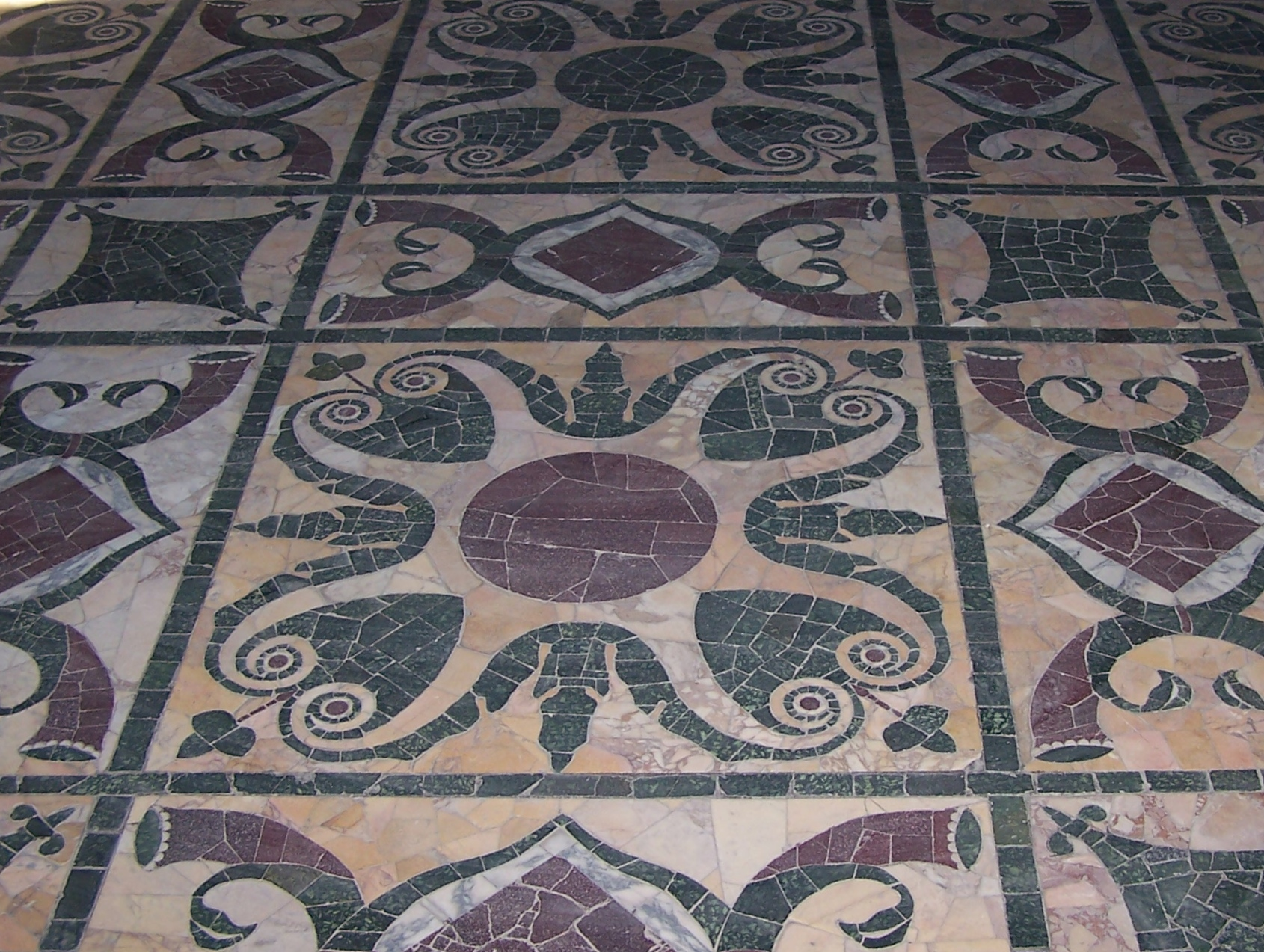
Мармурова підлога
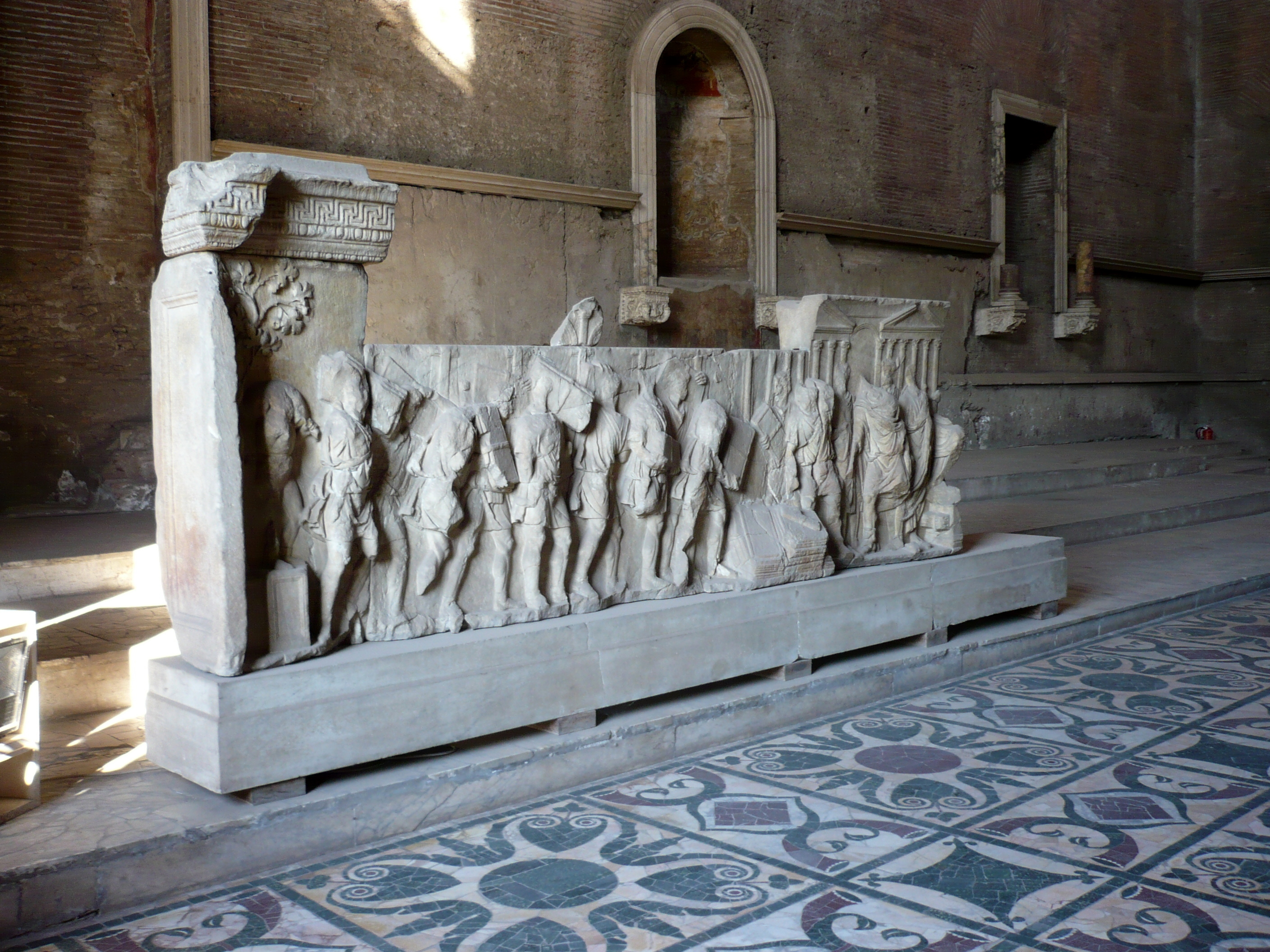
Рельєф